# Session (Messung)
Als Session wird in der Geodäsie, bei räumlich ausgedehnten Messkampagnen, die Unterteilung in überlappende Gebiete bezeichnet, in denen koordinierte, gleichzeitige Messungen erfolgen.
Durch solche Unterteilungen kann ein großes Gebiet schrittweise überdeckt werden, auch wenn die Zahl der Messinstrumente oder der Messmannschaften nicht für das gesamte Projektgebiet ausreicht. Durch planmäßige Überlappungen lässt sich im Nachhinein eine rechnerische Vereinigung des Gesamtnetzes erreichen, etwa in Form einer Netzausgleichung. Die Überlappung der Teilgebiete kann entweder an ihren Grenzstreifen erfolgen, indem deren Messpunkte in zwei oder drei Sessionen (Zeitperioden) beobachtet werden, oder durch zentral gelegene, mehrfach eingemessene Referenzpunkte.
Der Begriff „Session“ lehnt sich an jenen der Sitzungsperiode einer Körperschaft an. Als wissenschaftlich-technische Organisationsform wird er vor allem in der Geodäsie – im Speziellen der Satellitengeodäsie – und in der Radioastronomie verwendet.
Eine räumliche oder zeitliche Unterteilung einer Messkampagne kann auch dann erforderlich sein, wenn die Rechnerkapazität des Computersystems für eine Auswertung des Systems „in einem Guss“ nicht ausreicht oder wenn die Zahl der durch die Messungen zu bestimmenden Parameter zu groß ist. Auch bei einer nicht ausreichend stabilen Verbindung einzelner Systemteile kann eine sogenannte Sessionslösung mit anschließender Vereinigung durch Anfelderung günstiger sein als eine schlecht konditionierte Gesamtlösung.